# Lafitte-sur-Lot
Lafitte-sur-Lot är en kommun i departementet Lot-et-Garonne i regionen Nouvelle-Aquitaine i sydvästra Frankrike. Kommunen ligger i kantonen Tonneins som tillhör arrondissementet Marmande. År 2022 hade Lafitte-sur-Lot 814 invånare.

## Befolkningsutveckling
Antalet invånare i kommunen Lafitte-sur-Lot
| Referens: INSEE |